# Noé de Sofena Menor
Noé (em armênio: Նոյ; romaniz.: Noy) foi um nobre armênio (nacarar) do século IV, ativo sob o rei Tigranes VII (r. 339–350), que supostamente descendia da dinastia orôntida.

## Vida
Noé (Νώε, Nṓe) é a forma grega e latina do hebraico Noaque (נֹחַ, Nṓaḥ), "calmo". Foi registrado em armênio como Noi (Նոյ, Noy).
Noé pertencia à linhagem principesca de Sofena Menor, um dos cantões (gavares) da província de Sofena, no Reino da Armênia, que Cyril Toumanoff propôs ter se originado na extinta dinastia orôntida. No início do reinado de Ársaces II (r. 350–368), foi um dos nobres convocados à corte e recebeu a missão de levar Narses I, o Grande para ser consagrado católico em Cesareia Mázaca.